# Rheinknie Alter Kopfgrund
Das Naturschutzgebiet Rheinknie Alter Kopfgrund liegt auf dem Gebiet der Stadt Lichtenau und der Gemeinde Rheinmünster im Landkreis Rastatt in Baden-Württemberg.
Das Gebiet erstreckt sich westlich des Ortsteils Greffern von Rheinmünster. Unweit westlich und nördlich fließt der Rhein und verläuft die Staatsgrenze zu Frankreich. Durch das Gebiet hindurch verläuft die Landesstraße L 85. Östlich fließt die Acher. Große Teile des Naturschutzgebiets werden vom Polder Söllingen/Greffern genutzt.

## Bedeutung
Für Lichtenau und Rheinmünster ist seit dem 14. Dezember 1995 ein 229,6 ha großes Gebiet unter der Kenn-Nummer 2.193 als Naturschutzgebiet ausgewiesen. Es handelt sich um „natürlich zonierte Auwaldbestände der Hart- und Weichholzaue, Röhricht- und Verlandungsgesellschaften, Feuchtwiesen, Kalkniedermoor und kleine Trockenrasen.“